# Panchlora prasina
Panchlora prasina är en kackerlacksart som beskrevs av Hermann Burmeister 1838. Panchlora prasina ingår i släktet Panchlora och familjen jättekackerlackor. Inga underarter finns listade i Catalogue of Life.